# Telescopus nigriceps
Espèce
Synonymes
- Tarbophis nigriceps Ahl, 1924

Statut de conservation UICN

 LC  : Préoccupation mineure
Telescopus nigriceps  est une espèce de serpents de la famille des Colubridae.

## Répartition
Cette espèce se rencontre :
- en Jordanie ;
- dans le Centre de l'Irak ;
- en Syrie ;
- en Turquie dans les provinces de Kilis et de Şanlıurfa.

## Publication originale
- Ahl, 1924 : Neue Reptilien und Batrachier aus dem zoologischen Museum Berlin. Archiv für Naturgeschichte, Abteilung A, vol. 90, p. 246-254.